# خانه کلاهدوزها
خانه کلاهدوزها مربوط به سدهٔ ۱۳ ه‍.ق است و در اصفهان، خیابان عبدالرزاق ـ بازارچه حاج محمدجعفر واقع شده و این اثر در تاریخ ۱۸ آذر ۱۳۴۵ با شمارهٔ ثبت ۱۱۵۲ به‌عنوان یکی از آثار ملی ایران به ثبت رسیده‌است.